# Вертне (залізничний роз'їзд)
Вертне (рос. Вёртное) — залізничний роз'їзд в Думіницькому районі Калузької області Російської Федерації.
Населення становить 0 осіб. Входить до складу муніципального утворення Село Вертне.

## Історія
Від 2004 року входить до складу муніципального утворення Село Вертне.

## Населення
| 2002 | 2010 |
| ---- | ---- |
| 3    | ↘0   |